# Mikoz
mikoz（みこーず）は、日本の女性アイドルグループ。
各メンバー特技を生かしマジックやバルーンアートなど様々なパフォーマンスを行う。楽曲の合間に寸劇を行うライブが特徴。
mikoz参拝(ライブ)動画★2014年5月17日六本木morph tokyo

## 略歴
2012年9月つんくプロデュースの番組つんつべ内オーディションで結成されたmicoooooズが前身となり2013年9月に結成された。
2015年3月にメンバーと会えるお店として、みこBar中野店がオープンした。
micoooooズには生ハムと焼うどんメンバー東理紗が所属していた。

## 旧メンバー
| 名前     | よみ          | 愛称 | 生年月日              | 出身地 | 血液型 | 担当   | カラー | 備考 |
| -------- | ------------- | ---- | --------------------- | ------ | ------ | ------ | ------ | ---- |
| 牧野百花 | まきの ももか | もも | 1992年3月18日（32歳） | 宮城県 | A型    | ダーツ | ピンク |      |

### 牧野百花
- 巫女の衣装にピンクの髪が特徴。
- 2015年にPERFECTが開催するプロテストに合格し、プロのダーツプレイヤーとなった。

## ディスコグラフィ

### 作品
| 題名              | 作詞  | 作曲     | 編曲     | 備考 |
| ----------------- | ----- | -------- | -------- | ---- |
| おまいり          | mikoz | 松井俊介 | 松井俊介 |      |
| 舞STORY           | mikoz | 松井俊介 | 松井俊介 |      |
| おまつり          | mikoz | 松井俊介 | 松井俊介 |      |
| SnowWingWhiteRing | mikoz | 松井俊介 | 松井俊介 |      |
| 祈り              | mikoz | 松井俊介 | 松井俊介 |      |

## 備考

### みこり隊
- 彼女らのファンのことを「みこり隊」と呼ぶ。物販にてニックネーム「みこり隊ネーム」を授けるのがお約束。隊長や副隊長など役職をもらえることもある。

### 決め台詞
- 「いいぞ！いいぞ！」なぜか、みこり隊から自然発生した合言葉。様々な場面で使われる。

### コントネタ
- 朝ごはん。お鍋を叩きながら登場し忙しい朝の風景のコントが展開される。

## 出演

### テレビ

#### バラエティ
- とんねるずのみなさんのおかげでした(フジテレビ、2013年4月)
- フットンダ（日本テレビ、2013年11月）
- オードリーの神アプリ＠新世紀－UP　DATE－（テレビ東京、2014年3月）
- アフロの変（フジテレビ、2016年2月）
- 深夜に発見!新shock感〜一度おためしください〜（テレビ東京、2019年3月）

## ライブ

### ワンマン
- 荻野佳織卒業参拝（2014年6月10日、新宿レッドノーズ）

### イベント
- 2014年2月　映画『キック・アス　ジャスティス・フォーエバー』「ヒット・ガール☆バトルロワイヤル」出場